# بنو هلال (المغرب)
بنو هلال هي جماعة قروية مغربية على الواجهة الغربية للمغرب. تنتمي جماعة بني هلال لإقليم سيدي بنور. تضم هذه الجماعة 17.843 نسمة (إحصاء 2014). ينعقد بمركز الجماعة سوق أسبوعي كل يوم جمعة.